# 정글참돌고래속
정글참돌고래속 또는 꼬마돌고래속(Sotalia)은 참돌고래과에 속하는 돌고래 속의 하나이다. 투쿠시(Sotalia fluviatilis)와 기아나돌고래(Sotalia guianensis)의 2종으로 이루어져 있다. 가이아나돌고래는 2007년 투쿠시로부터 별도 종으로 분리되었다.

## 하위 종
- 투쿠시 또는 꼬마돌고래 (Sotalia fluviatilis) (Gervais & Deville, 1853)
- 기아나돌고래 또는 코스테로 (Sotalia guianensis) (van Bénéden, 1864)